# رينيه زيلويغر
رينيه كاثلين زيلويغر (بالإنجليزية: Renée Zellweger)(25 أبريل 1969-)، هي ممثلة أمريكية. حصلت على العديد من الجوائز، بما في ذلك جائزتي أوسكار، وجائزتي بافتا البريطانية للأفلام، وأربع جوائز غولدن غلوب، وكانت واحدة من أعلى الممثلات أجرًا في العالم بحلول عام 2007.
ولدت ونشأت في تكساس، درست الأدب الإنجليزي في جامعة تكساس في أوستن. في البداية كانت تطمح لمهنة في الصحافة، لكنها انجذبت إلى التمثيل بعد عملها القصير على المسرح أثناء دراستها الجامعية. بدأت مسيرتها الفنية بأدوار ثانوية في أفلام مثل مذهول ومرتبك (1993) وواقع مرير (1994)، قبل أن تحصل على أول دور رئيسي لها في فيلم الرعب مجرزة منشار تكساس: الجيل الجديد (1995). اكتسبت شهرة واسعة من خلال أدوار البطولة في الكوميديا الرومانسية "جيري ماغواير" (1996)، والدراما "الشيء الحقيقي الوحيد" (1998)، والكوميديا السوداء "الممرضة بيتي" (2000)، حيث فازت بجائزة غولدن غلوب عن الأخير.
حصلت زيلويغر على ترشيحات متتالية لجائزة الأوسكار لأفضل ممثلة لتجسيدها شخصية بريدجيت جونز في الكوميديا الرومانسية "يوميات بريدجيت جونز" (2001) وروكسي هارت في الفيلم الموسيقي "شيكاغو" (2002)، فازت بجائزة الأوسكار لأفضل ممثلة مساعدة لدورها كمزارعة كثيرة الكلام في فيلم الحرب "الجبل البارد" (2003). أعادت تجسيد دورها كجونز في الجزء الثاني "بريدجيت جونز: حافة العقل" (2004)، وبعد تراجع في مسيرتها المهنية وفترة توقف، عادت في "طفل بريدجيت جونز" (2016). في عام 2019، لعبت زيلويغر أول دور تلفزيوني رئيسي لها في مسلسل نتفليكس "وات/إف"، وجسدت شخصية جودي غارلاند في الفيلم السيرة الذاتية "جودي"، حيث فازت بجائزة الأوسكار لأفضل ممثلة. منذ ذلك الحين، لعبت دور بام هوب في المسلسل القصير الجنائي لشبكة إن بي سي "شيء ما حول بام" (2022) ومن المقرر أن تلعب دور جونز مرة أخرى في "بريدجيت جونز: مجنونة بشأن الصبي" (2025).

## البدايات
في عام 1993 قامت رينيه زيلويغر بأول أدوارها الفنية بقيامها بدور إحدى الضحايا في المسلسل التلفزيوني Murder In The Heartland والذي عرض على قناة ABC. تدور أحداث المسلسل حول تشارلي ستاركويذر الذي قتل عدة فتيات صغيرات في السن. شاركت في فيلم المخرج ريتشارد لينكليتر Dazed And Confused. شاركها البطولة ماثيو ماكونهي. وفي 1994 قامت بالتمثيل في الفيلم المرعب The Return Of The Texas Chainsaw Massacre. شاركها التمثيل ماثيو ماكونهي. كما أدت دوراً صغيراً في الفيلم Reality Bites. وأدت دور البطولة للمرة الأولى في الفيلم Love And A.45.

## المشوار السينمائي

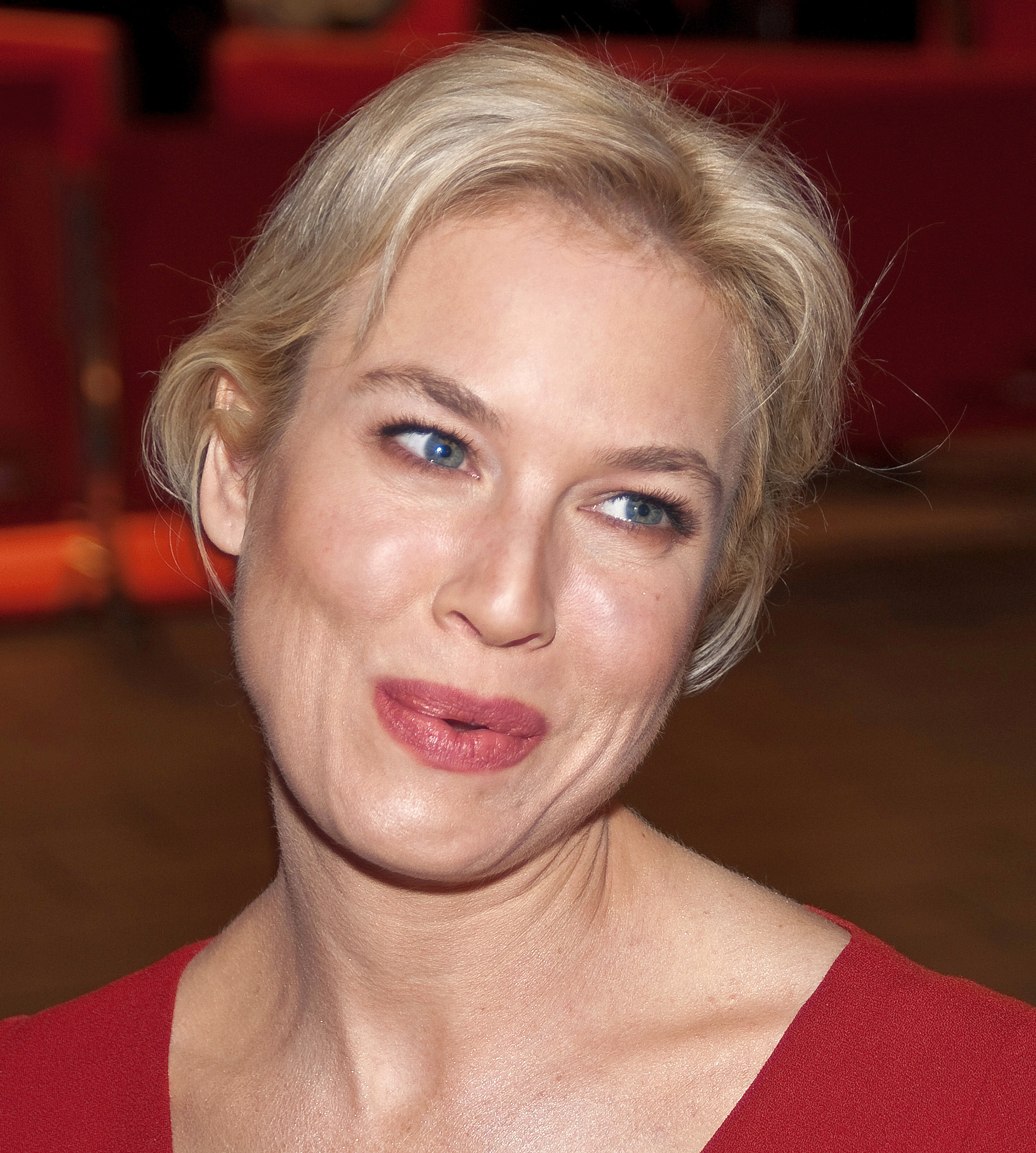
في مهرجان برلين السينمائي عام ٢٠٠٩

في عام 1995 لفتت زيلويغر إعجاب النقاد والمشاهدين لها من خلال الفيلم Empire Records. مدرسة تعمل في تكساس تقع في حب المؤلف روبرت إ. هوارد (فينسنت دونوفريو) في الفيلم الذي يحكي قصة حياته The Whole Wild World. حصلت على جائزة مهرجان ما ديل بلاتا للأفلام لفئة أفضل ممثلة. واستطاعت أن تتفوق على زميلاتها وينونا رايدر، بريجيت فوندا، ميرا سورفينو، وماريسا تومي لتحصل على دور شخصية المرأة المطلقة دوروثي بويد في الفيلم جيري ماغواير من إنتاج عام 1996. قام بالبطولة الرئيسية في الفيلم توم كروز وأخرجه كاميرون كرو. حصلت على جائزة بلوكباستر لفئة أفضل ممثلة ثانوية في فيلم رومانسي كوميدي، جائزة النقاد السينمائيون لفئة أفضل ممثلة صاعدة، وجائزة مهرجان مجلس النقاد الوطني لفئة أفضل ممثلة صاعدة. و في 1997 قامت بالتمثيل في الجزء الثاني من الفيلم The Texas Chainsaw Massacre: The Next Generation، حصلت على جائزة مهرجان النجم الوحيد السينمائي والتلفزيوني لفئة أفضل ممثلة صاعدة. و في عام 1998 قامت بدور الزوجة غير السعيدة في فيلم المخرج بواز ياكين A Price Above Rubies. قامت بدور الصحفية قوية الشخصية التي تواجه مرض والدتها (ميريل ستريب) برفقة والدها الحنون (ويليام هارت) في الفيلم One True Thing. كما قامت بدور بسيط في الفيلم The Bachelor في عام 1999 .
في العام 2000 شاركت جيم كاري بطولة الفيلم الكوميدي Me, Myself & Irene. أصبحت نجمة حقيقية في مجال التمثيل من خلال دورها في الفيلم Nurse Betty. وحصل الفيلم على جائزة أفضل إخراج في مهرجان كان السينمائي الفرنسي. وتدور أحداث الفيلم حول نادلة في مطعم تعمل في كانساس تشاء الظروف أن تشهد في جريمة فتنتقل إلى كاليفورنيا لتتعرف على فتى أحلامها. حصلت على جائزة مهرجان العالم الذهبي الفني لفئة أفضل ممثلة رئيسية وجائزة مهرجان ساتالايت لفئة أفضل ممثلة في فيلم سينمائي رومانسي كوميدي. وفي عام 2001 حصلت على دور مهم في مسيرتها الفنية وهو بريجيت جونز في الفيلم Bridget Jones's Diary. وتدور أحداثه في المجتمع البريطاني واستطاعت أن تجيد اللهجة البريطانية بإتقان وترشحت للحصول على جائزة الأوسكار لأفضل ممثلة رئيسية. لكي تستطيع إقناع المشاهدين قررت زيادة وزنها 10 كيلوجرام لكي تؤدي المشاهد الثلاثة الأولى لها في الفيلم. حصلت على أجر بلغ 3.75 مليون دولار. اختارتها مجلة بيبول ضمن قائمة تضم خمسين امرأة الأجمل في السنة. اختارتها قناة E! ضمن قائمة تضم 20 ممثل وممثلة الأفضل في السنة. وفي 2002 قامت بدور ثانوي في الفيلم White Oleander. تحدت نفسها من خلال الغناء والرقص في الفيلم شيكاغو . والقصة مقتبسة من مسرحية تحمل نفس الاسم. أدت دور روكسي هارت التي قتلت حبيبها. ترشحت لجائزة الأوسكار لفئة أفضل ممثلة رئيسية وحصلت على جائزة مهرجان العالم الذهبي الفني لفئة أفضل ممثلة سينمائية في فيلم رومانسي كوميدي. حصلت على أجر بلغ 10 ملايين دولار. أدت دور دوريس داي أمام إيوان مكريغير في فيلم Down With Love في عام 2003. ولم يجتذب الفيلم المشاهدين في دور السينما. حصلت على أجر بلغ 6 ملايين دولار. شاركت جود لو ونيكول كيدمان بطولة الفيلم Cold Mountain. من إخراج أنتوني مينجيلا. تدور أحداث الفيلم حول روبي التي تساعد أدا في مواجهة مصاعب الحياة. من خلال هذا الدور حصلت على جائزة الأوسكار لفئة أفضل ممثلة ثانوية، جائزة نقابة الممثلين لفئة أفضل ممثلة ثانوية، جائزة العالم الذهبي لفئة أفضل ممثلة ثانوية في فيلم سينمائي، جائزة الأكاديمية البريطانية في فئة أفضل ممثلة ثانوية، جائزة النقاد السينمائيون لفئة أفضل ممثلة ثانوية، جائزة مهرجان دالاس لفئة أفضل ممثلة ثانوية، جائزة مهرجان تجمع نقاد سان دييغو السينمائيون لفئة أفضل ممثلة ثانوية، وجائزة نقاد المنطقة الجنوبية الشرقية السينمائيون لفئة أفضل ممثلة ثانوية. حصلت على أجر بلغ 15 مليون دولار. تأثرت كثيرا بوفاة كلبها الذهبي اللون ديلان في شهر نوفمبر. في2004 بدأت بالتنويع في أدوارها بالقيام بدور السمكة أنجي في فيلم الرسوم المتحركة Shark Tale. وفي عام 2005 عادت لتقدم الجزء الثاني من الفيلم Bridget Jones: The Edge Of Reason. حصلت على أجر بلغ 11 مليون دولار. تزوجت من المغني كيني تشيسني في جزر العذراء الأمريكية في مفاجئة لجمهورها ثم بعد أربعة أشهر طلبت الطلاق منه. صبغت شهرها إلى اللون البني وقدمت أداء كبير في فيلم المخرج رون هاوارد Cinderella Man. وأدت دور ماي زوجة جيم برادوك راسل كرو. استلمت نجمتها في شارع المشاهير في هوليوود في 24 مايو. حصلت على جائزة قراء مجلة بيبول لفئة أفضل ممثلة عن مجمل أدوارها في السنة.وفي 2006 قدمت سيرة حياة الآنسة بوتر في الفيلم Miss Potter.

## الجوائز والترشيحات
الترشيحات لجائزة الأوسكار:
- أفضل ممثلة رئيسية عام 2002 عن فيلم Bridget Jones's Diary
- أفضل ممثلة رئيسية عام 2003 عن فيلم Chicago
- أفضل ممثلة مساعدة عام 2004 عن فيلم Cold Mountain و فازت بها

- أفضل ممثلة رئيسية عام 2019 عن فيلم «جودي» وفازت بها.[12]

الترشيحات لجائزة الجولدن جلوب:
- أفضل ممثلة كوميدية أو أستعراضية عام 2001 عن فيلم Nurse Betty و فازت بها
- أفضل ممثلة كوميدية أو أستعراضية عام 2002 عن فيلم Bridget Jones's Diary
- أفضل ممثلة كوميدية أو أستعراضية عام 2003 عن فيلم Chicago و فازت بها
- أفضل ممثلة مساعدة عام 2004 عن فيلم Cold Mountain و فازت بها
- أفضل ممثلة كوميدية أو أستعراضية عام 2005 عن فيلم Bridget Jones: The Edge of Reason
- أفضل ممثلة كوميدية أو أستعراضية عام 2007 عن فيلم Miss Potter

## وصلات خارجية
- رينيه زيلويغر على موقع IMDb (الإنجليزية)
- رينيه زيلويغر على موقع ميتاكريتيك (الإنجليزية)
- رينيه زيلويغر على موقع الموسوعة البريطانية (الإنجليزية)
- رينيه زيلويغر على موقع روتن توميتوز (الإنجليزية)
- رينيه زيلويغر على موقع مونزينجر (الألمانية)
- رينيه زيلويغر على موقع قاعدة بيانات الأفلام العربية
- رينيه زيلويغر على موقع ألو سيني (الفرنسية)
- رينيه زيلويغر على موقع ميوزك برينز (الإنجليزية)
- رينيه زيلويغر على موقع تيرنر كلاسيك موفيز (الإنجليزية)
- رينيه زيلويغر على موقع أول موفي (الإنجليزية)
- رينيه زيلويغر أخبار متعلقة على موقع صحيفة الغارديان
- أخبار مُجمّعة وتعليقات عن رينيه زيلويغر في موقع صحيفة نيويورك تايمز.